# Badami
Badami est une petite ville de l'État du Karnataka en Inde, située dans le district de Bagalkot, à environ 120 km au sud de Bijapur. 

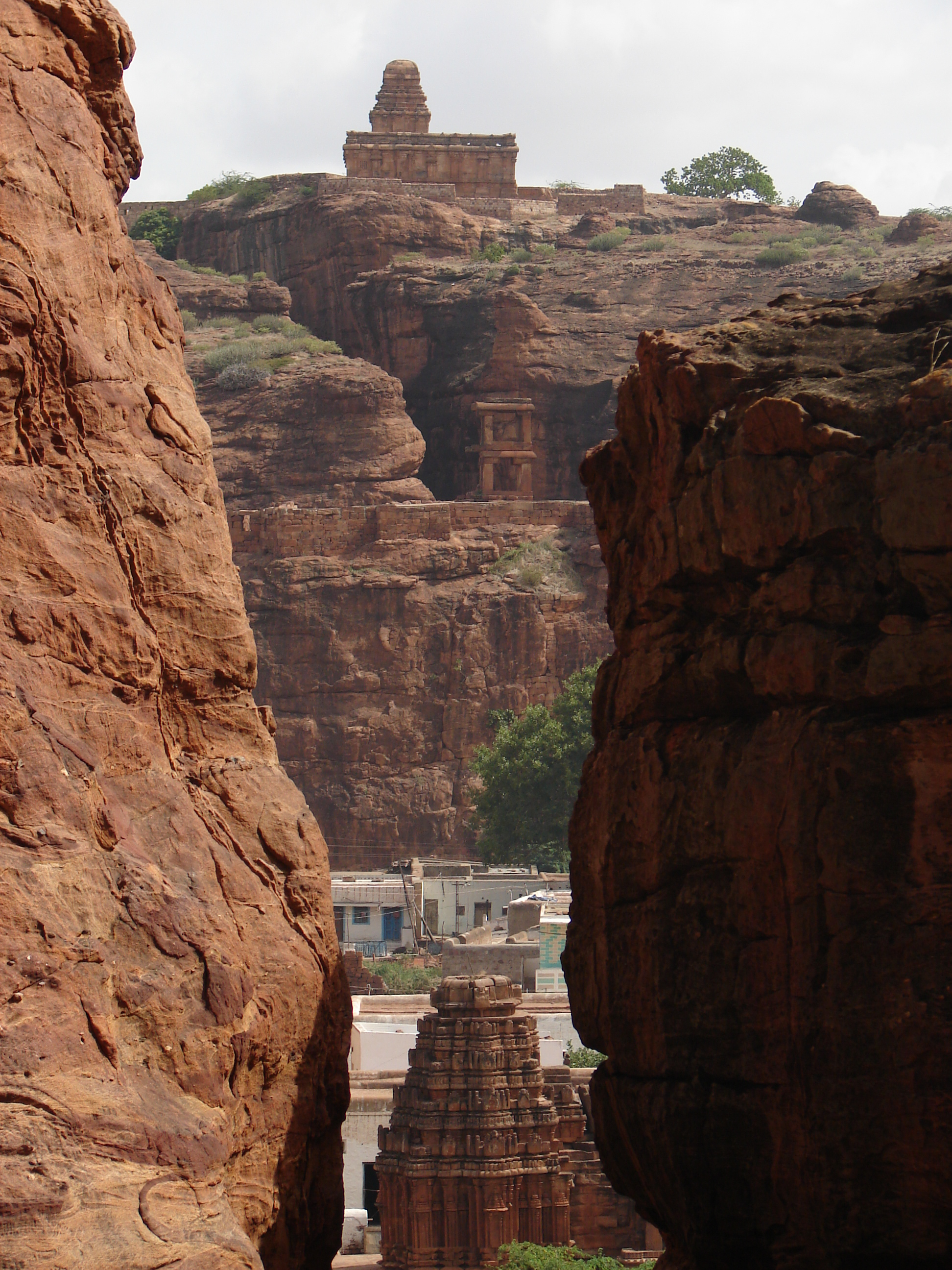
Vue vers le Nord depuis les grottes sur le temple Yellama (en bas), le bourg (aux maisons blanches) et le temple Shivalaya (sur la falaise). Le lac est à droite.

Connu autrefois sous le nom de Vatapi (Vatapipura), Badami fut aux VIe siècle et VIIe siècle la capitale de la puissante dynastie des Chalukya. 
Le village actuel s'est maintenu au pied de l'ancien barrage qui a permis de créer le petit lac artificiel d’Agastya, au creux de ses falaises rouges marbrées, creusées de sanctuaires rupestres spectaculaires et surmontées de constructions anciennes. Sur la rive du lac la plus éloignée du village le temple Bhutanatha possède, du fait de son isolement dans ce cadre majestueux et néanmoins verdoyant, une très grande qualité de composition, fondé sur des horizontales qui jouent avec leurs reflets dans les eaux. Il a été réalisé plus tardivement que les grottes et que le temple de Shiva, Malegitti Shivalaya, construit sur l'éperon rocheux, au-dessus du site.  

## Économie
Les sites monumentaux de Badami en font un des lieux touristiques du Karnataka parmi les plus visités avec Pattadakal et Aihole, situés à proximité et appartenant pour l'essentiel à la même époque chalukya. 

## Histoire moderne
La ville fut prise par les Britanniques en 1818.

## Lieux et monuments
Les quatre sanctuaires excavés à la fin du VIe siècle dans la pierre marbrée de la falaise constituent un ensemble spectaculaire au-dessus du lac et du plus grand intérêt esthétique et culturel par ses sculptures monumentales, qui sont, par ailleurs, dans un très bon état de conservation.
La paroi de la falaise dans laquelle ces temples ont été excavés est orientée au Nord. Le site a donc été plus déterminant que la tradition qui voulait que les temples soient ouverts à l'Est. 

### Grotte n° 1
Cette grotte dédiée à Shiva, date probablement du VIIe siècle

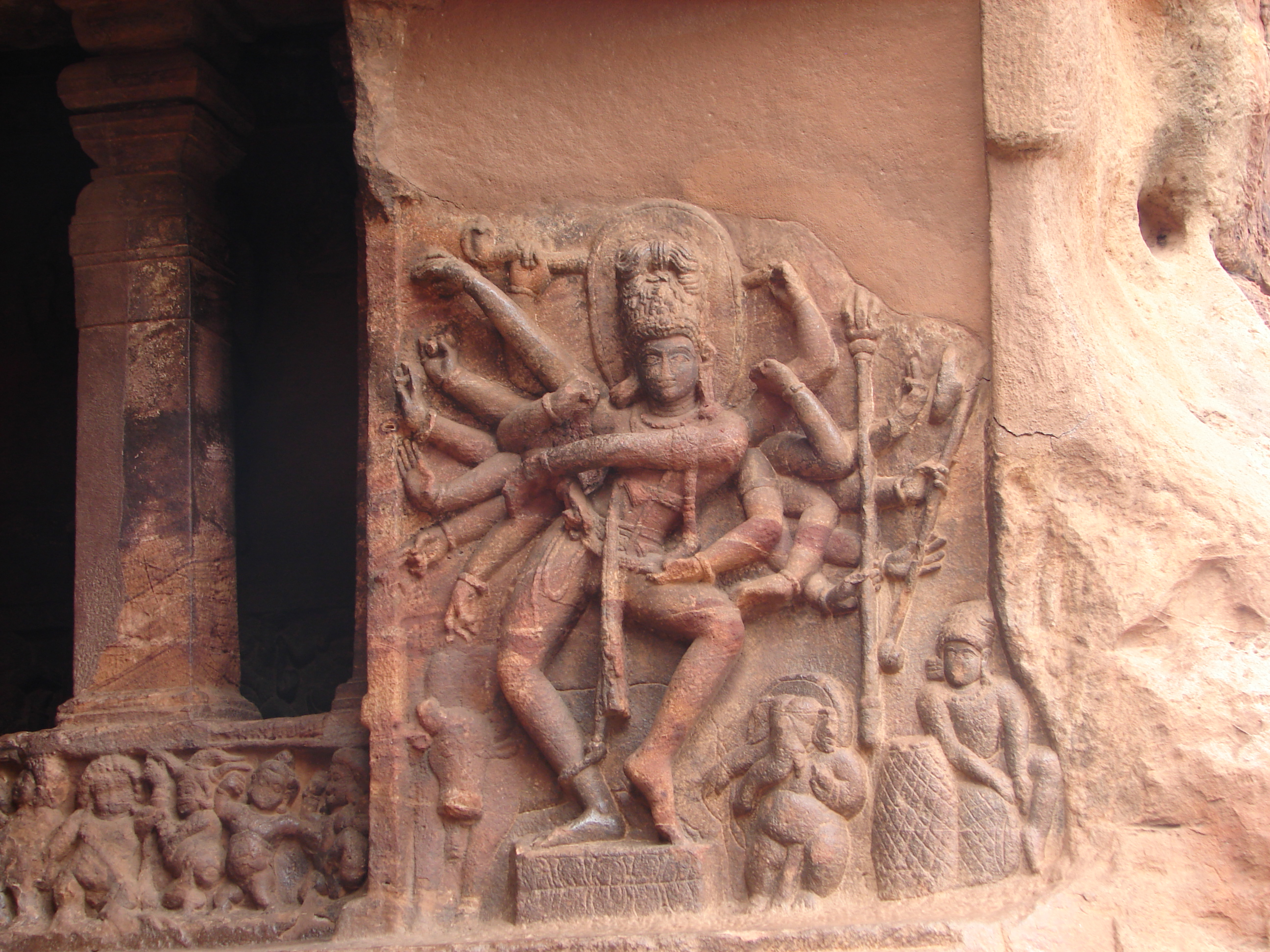
Shiva dansant, tenant le damaru, le serpent, le trident et la vînâ[4]. Parvis droit, regardant l'Est. Grotte 1[5].
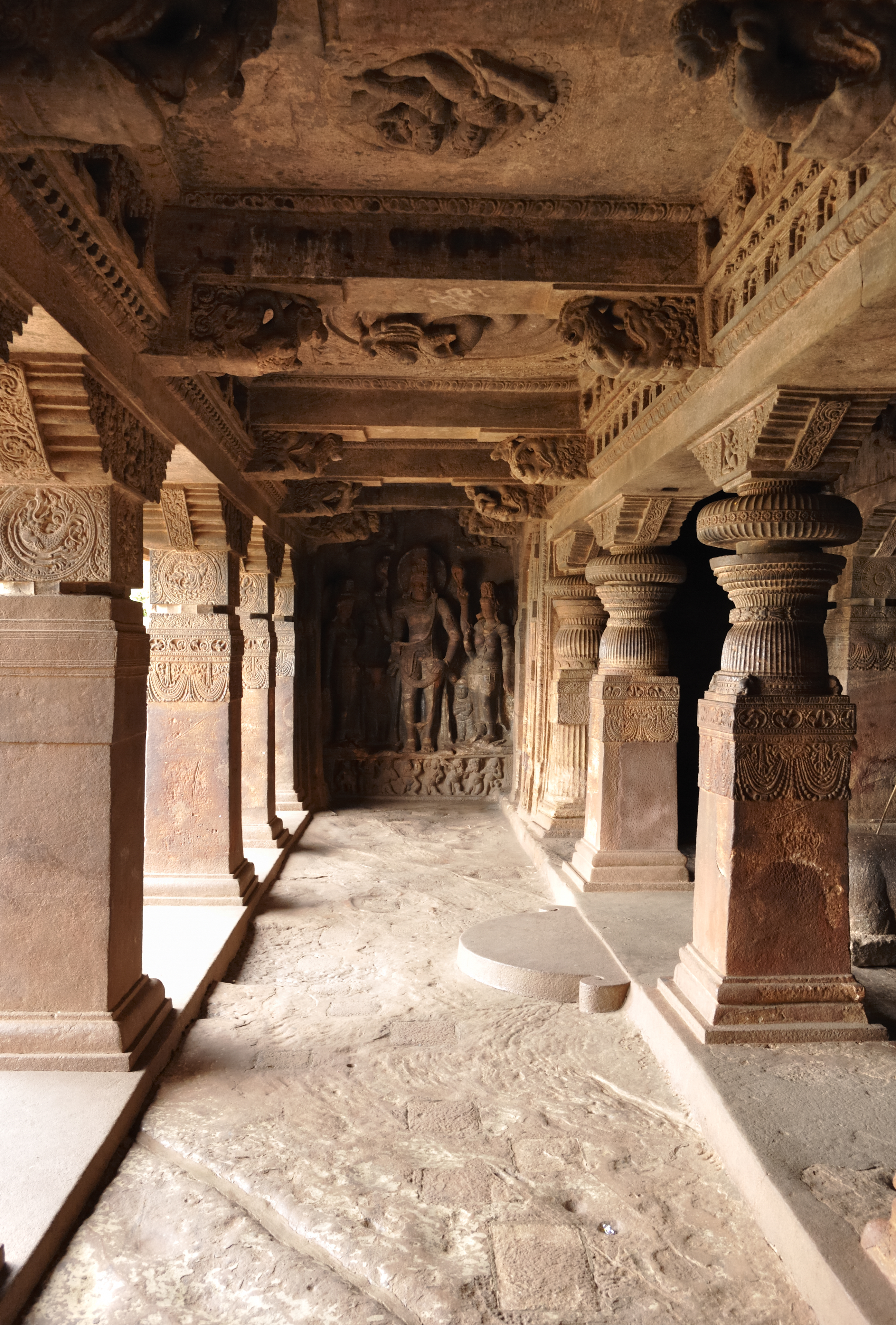
Piliers à chapiteaux, plafond sculpté de la véranda[4].
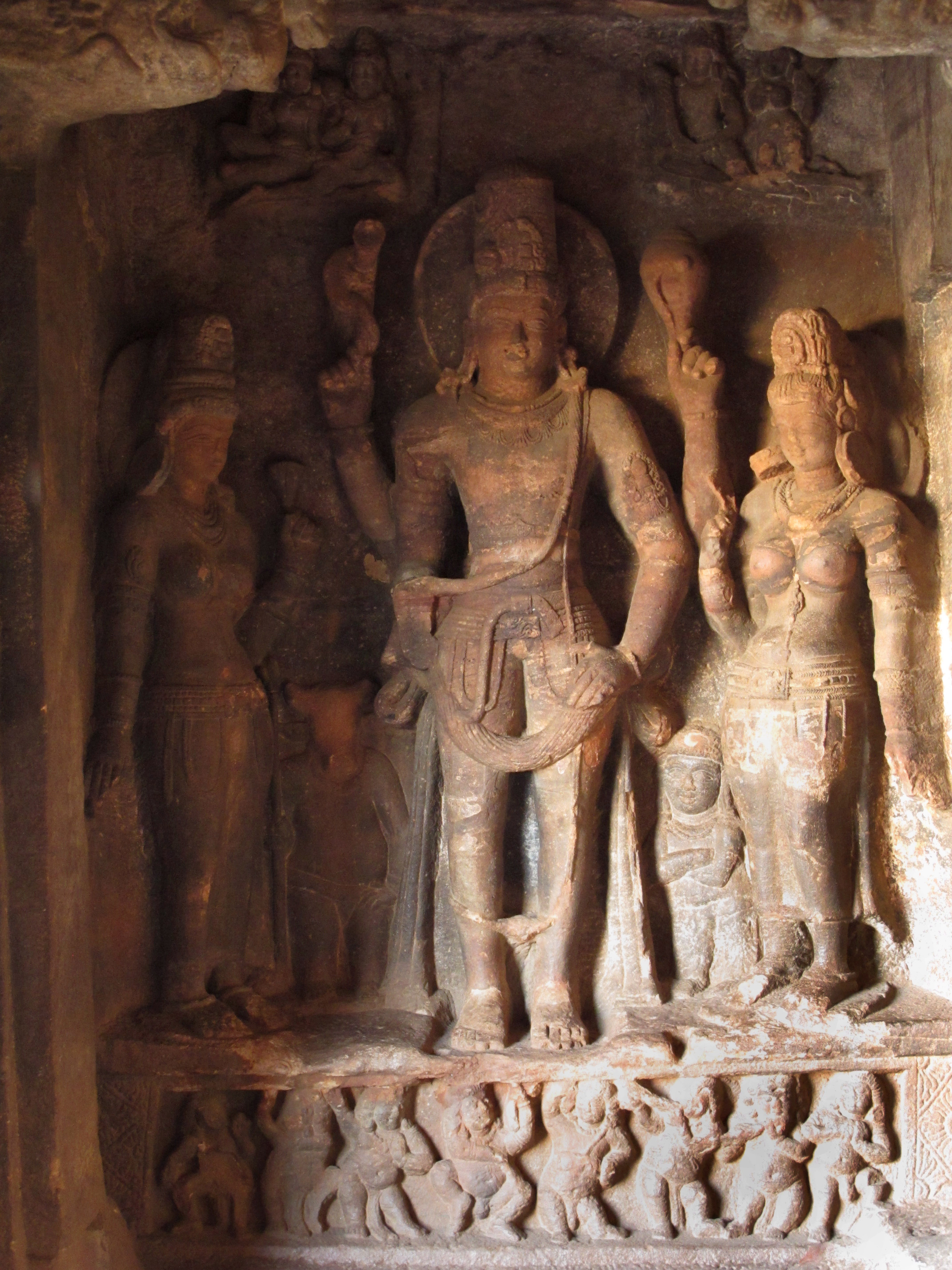
Harihara[6], tourné vers l'Ouest. Placé en vis-à-vis de Shiva androgyne, tourné vers l'Est. Auvent intérieur gauche.
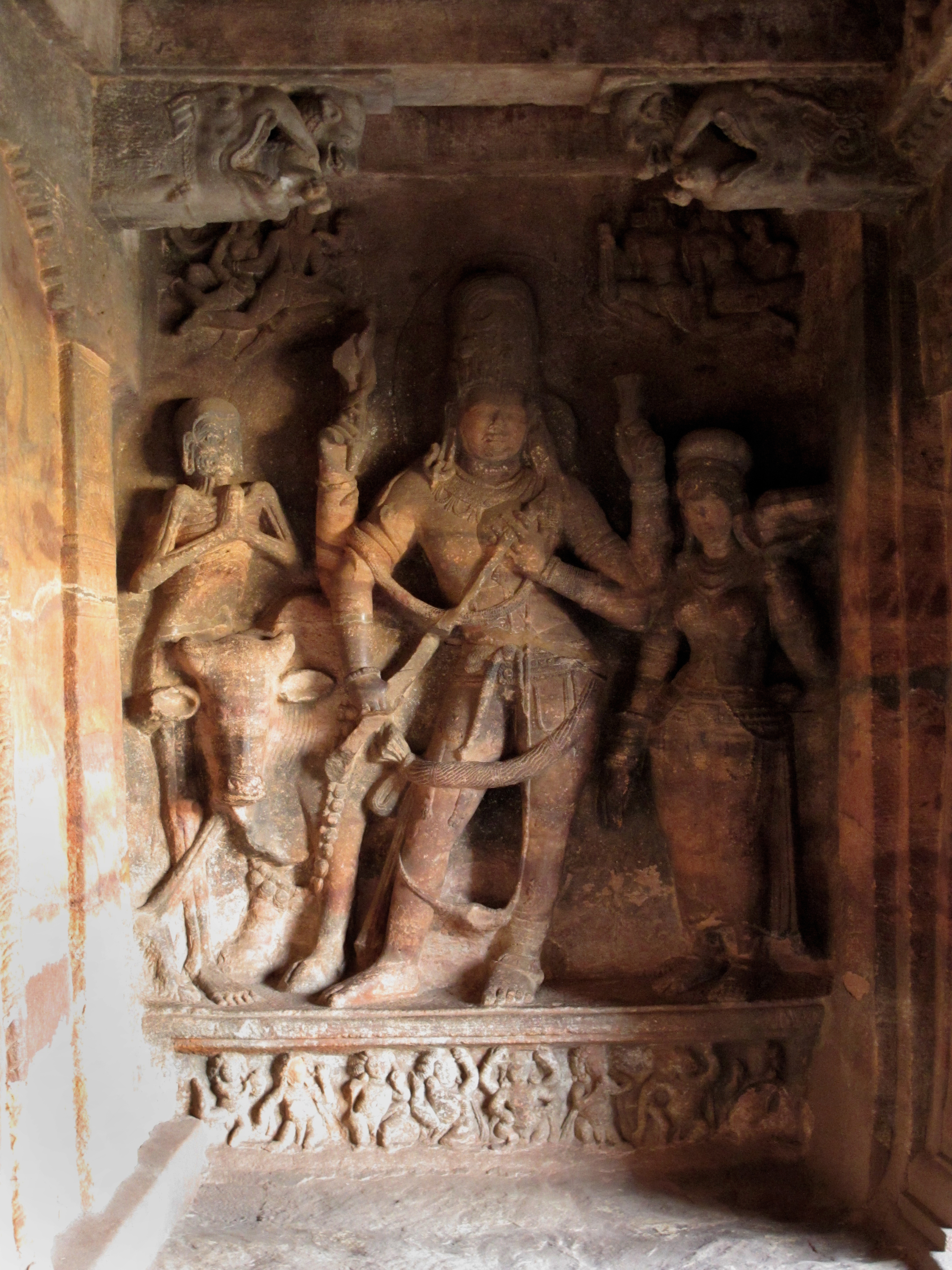
Shiva androgyne[7], tourné vers l'Est. Auvent intérieur droit. En vis-à-vis de Harihara, tourné vers l'Ouest[8].

### Grotte n° 2
Cette grotte est dédiée à Vishnu. Dans ce sanctuaire excavé, de taille plus petite que l'autre sanctuaire (n°3) dédié à Vishnu, on ne distingue que deux images sculptées aux deux extrémités du porche ou de l'auvent qui précède le mandapa : Varaha regardant vers l'Est, et Trivikrama regardant vers l'Ouest.

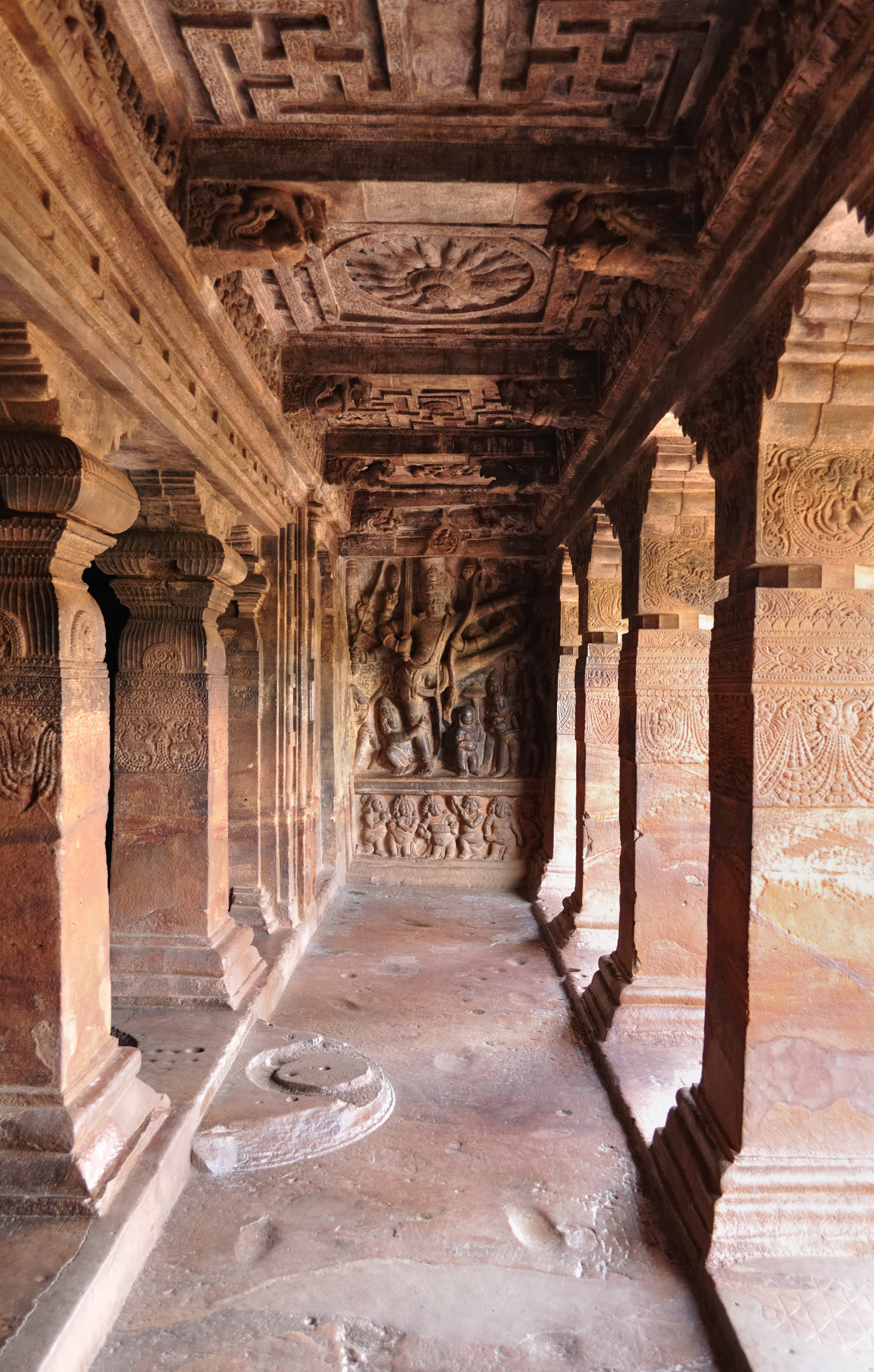
Vishnu Trivikrama regardant l'Ouest. Auvent qui précède le mandapa.
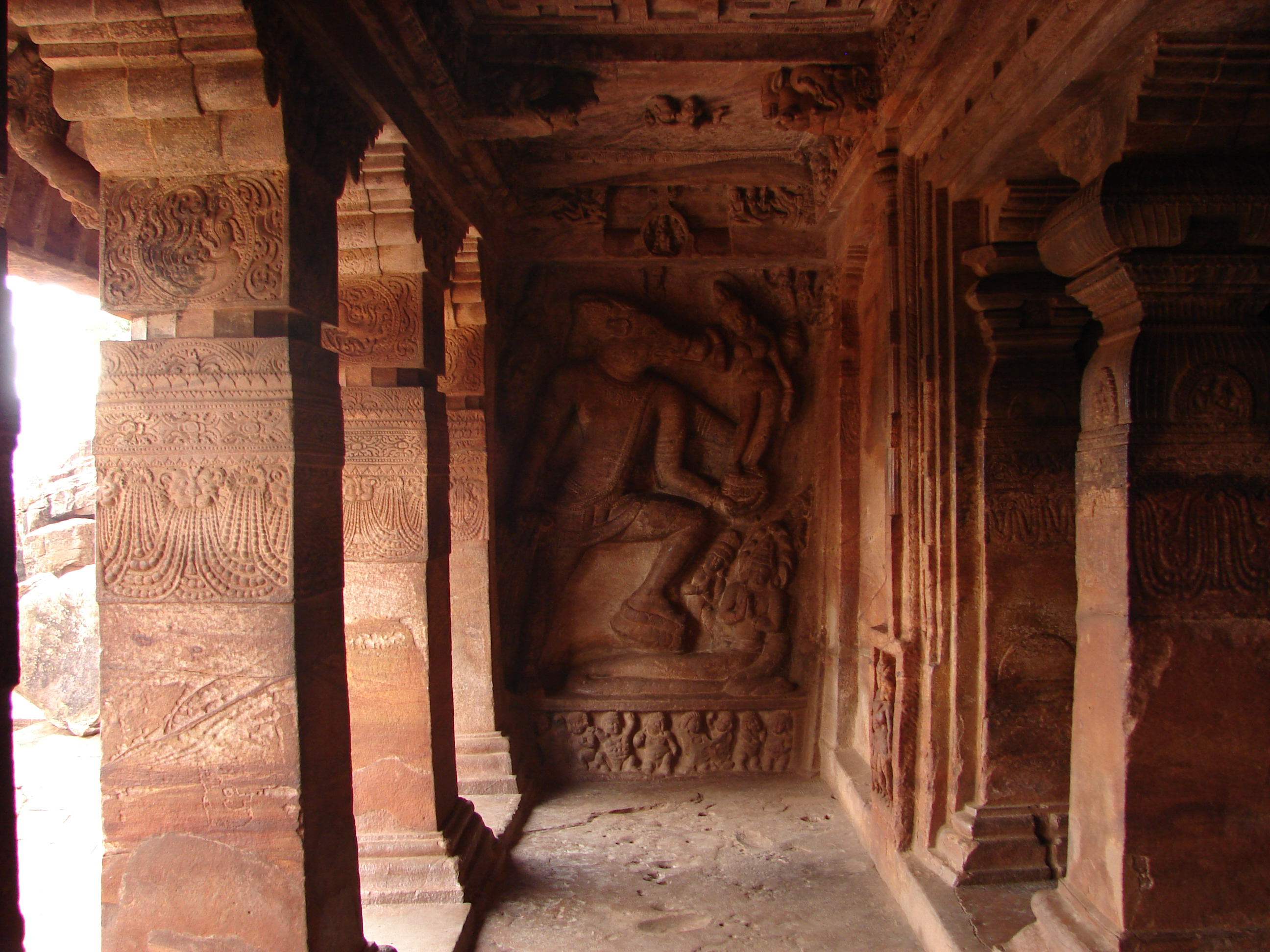
Vishnu Varaha regardant l'Est. L'autre extrémité de l'auvent.

### Grotte n° 3
Cette grotte est dédiée à Vishnu. C'est la plus grande, elle est datée de 578 par une inscription Chalukya. Le grand nombre de ses sculptures de grande qualité, la richesse de son iconographie en font un ensemble complexe. À droite à l'entrée du porche, le grand relief sculpté des Trois Pas de Vishnu, Vishnu Trivikrama, produit un curieux effet de monumentale rigidité pour évoquer le mouvement, la scansion ou la mesure de l'espace mais dans l'univers du mythe. À gauche, à l'intérieur du porche, la figure de Vishnu assis sur le serpent Ananta, produit un effet d'une impressionnante dignité malgré l'étrange présence de l'énorme serpent, taillé dans cette roche marbrée qui nous environne, juste au-dessus du lac. Cette puissante sculpture par sa composition rigoureusement frontale et pyramidale côtoie l'image de  Vishnu Varaha, dont le mythe est étroitement associé au thème de l'eau et de la création. Sur le côté opposé figurent deux images solaires de Vishnu : celle qui marque l'entrée, Vishnu Trivikrama, et Narasimha, dévorateur. De ce même côté on trouve la figure d'Harihara, forme composite, synthétique, qui échappe aux deux catégories de l'eau et du feu mais qui est présent dans le mythe de Narasimha.

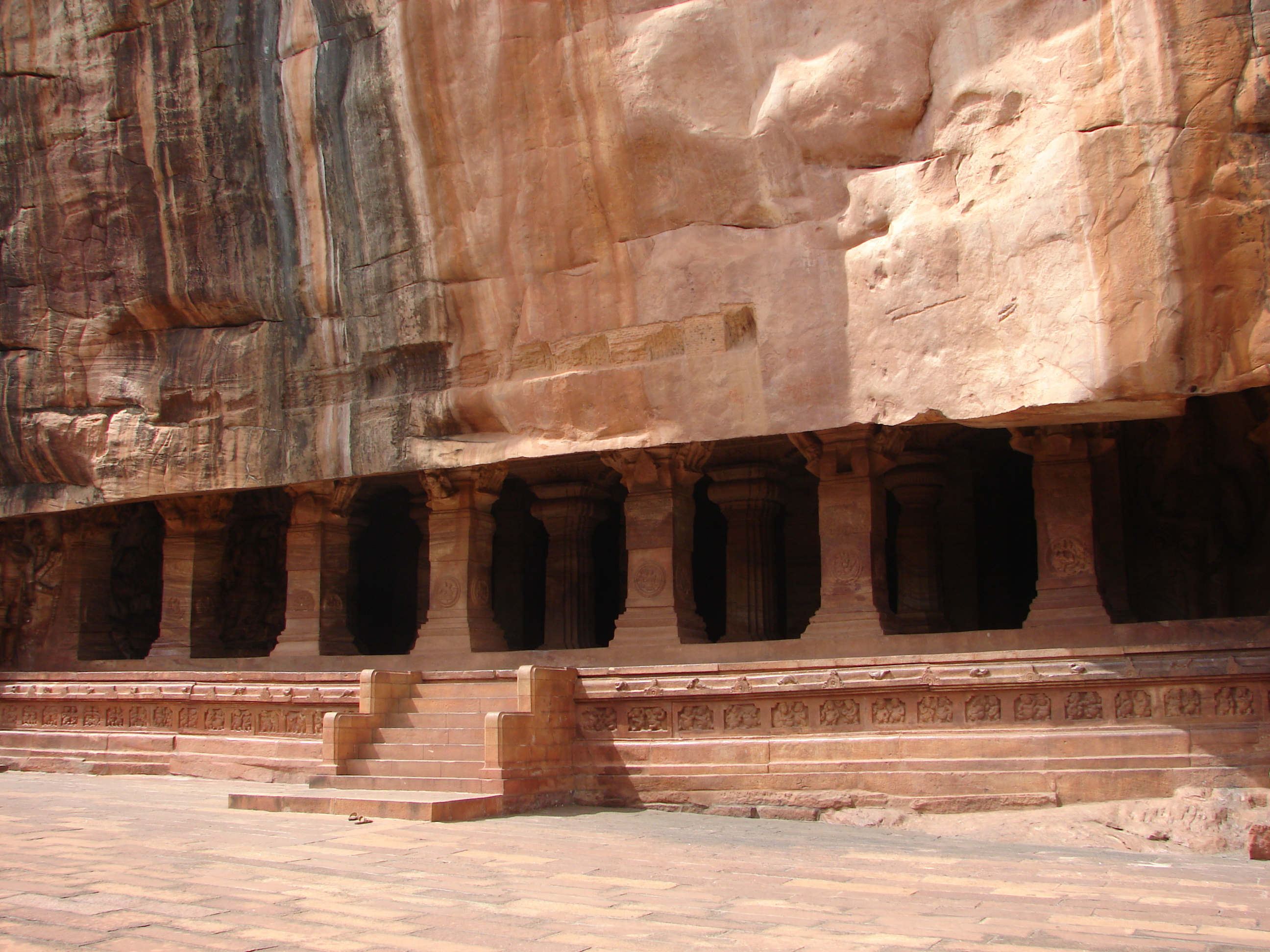
Le temple excavé exposé face au Nord. Le sanctuaire étant tourné vers le Sud à l'intérieur de la grotte.
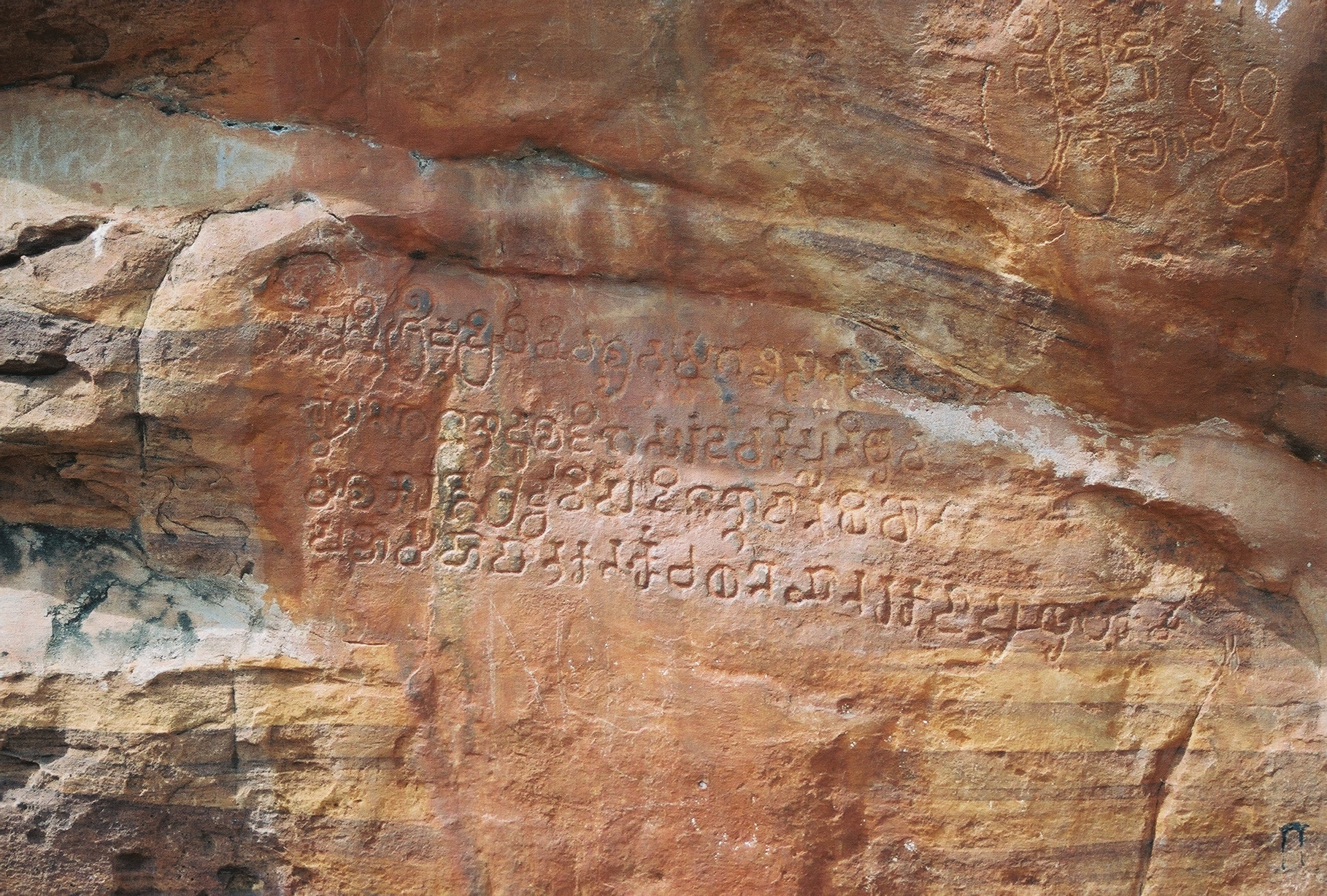
Cette ancienne inscription en Kannada, datée 578, évoque une donation de terre par le roi chalukya de Badami, Mangalesa [11].
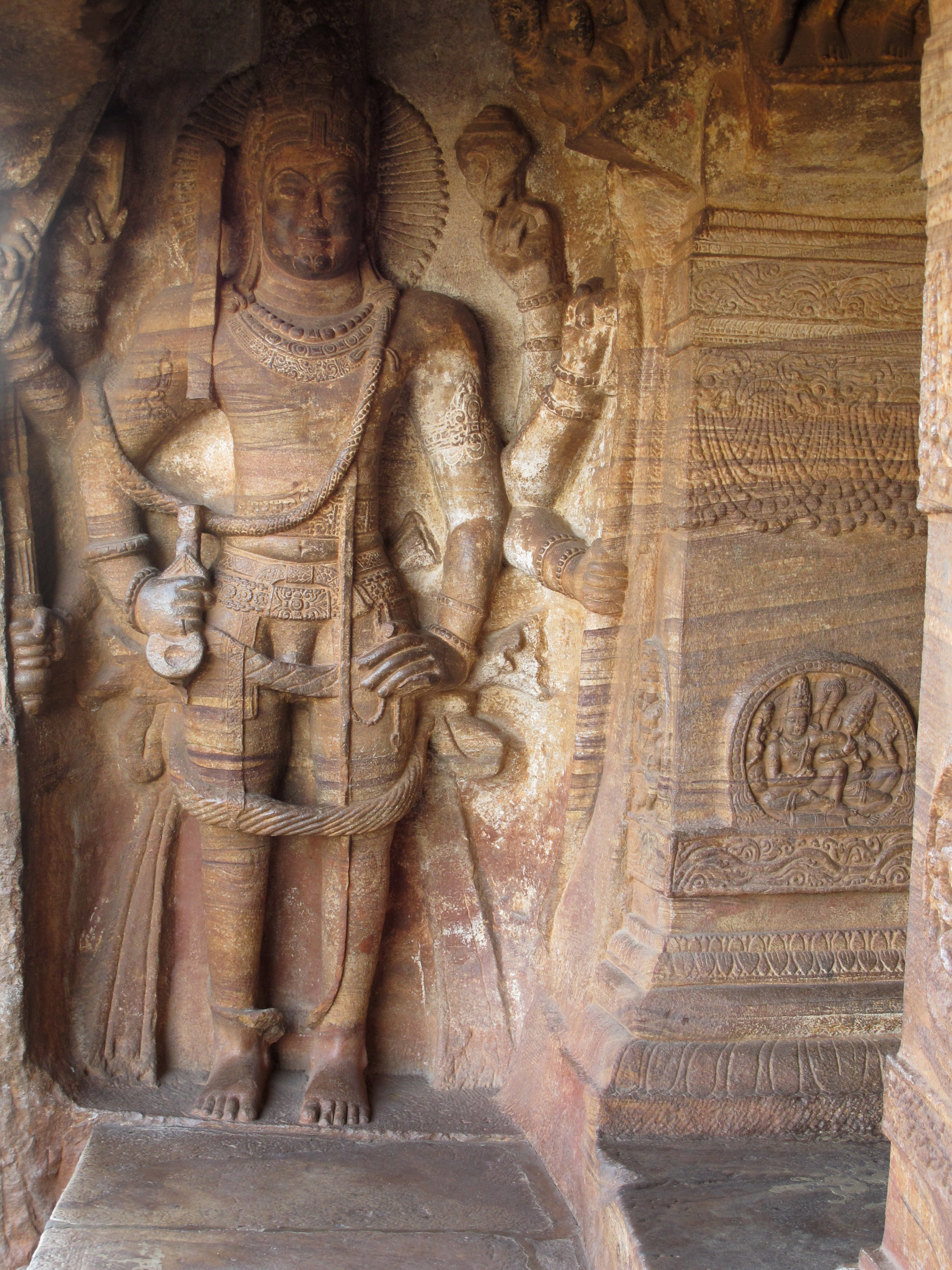
Vishnu en position hiératique et frontale, à huit bras. Auvent extérieur de la grotte 3. Badami. Excavée en 578[12].
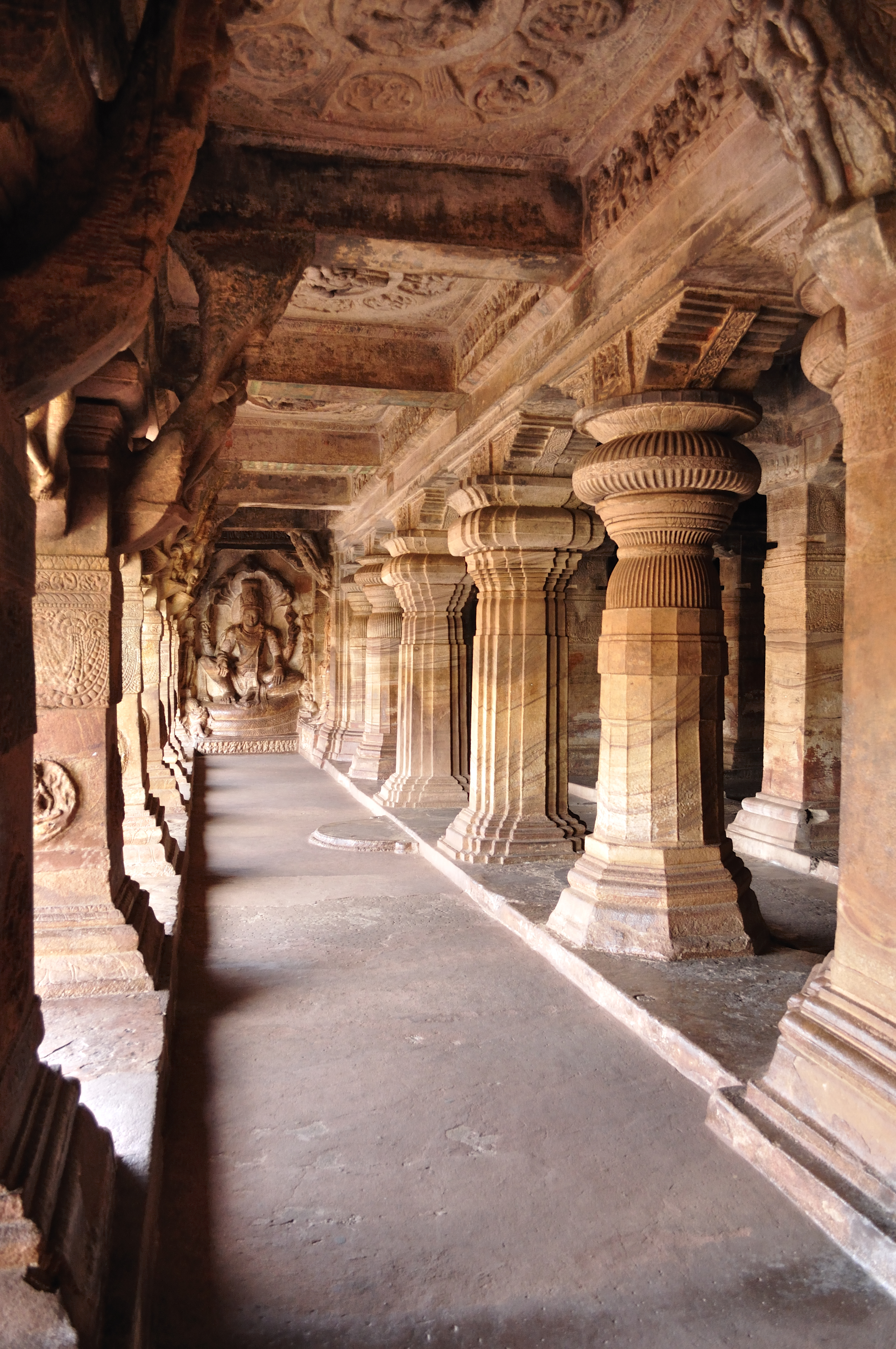
Véranda orientée Nord, grotte III. Vishnu assis sur Ananta.
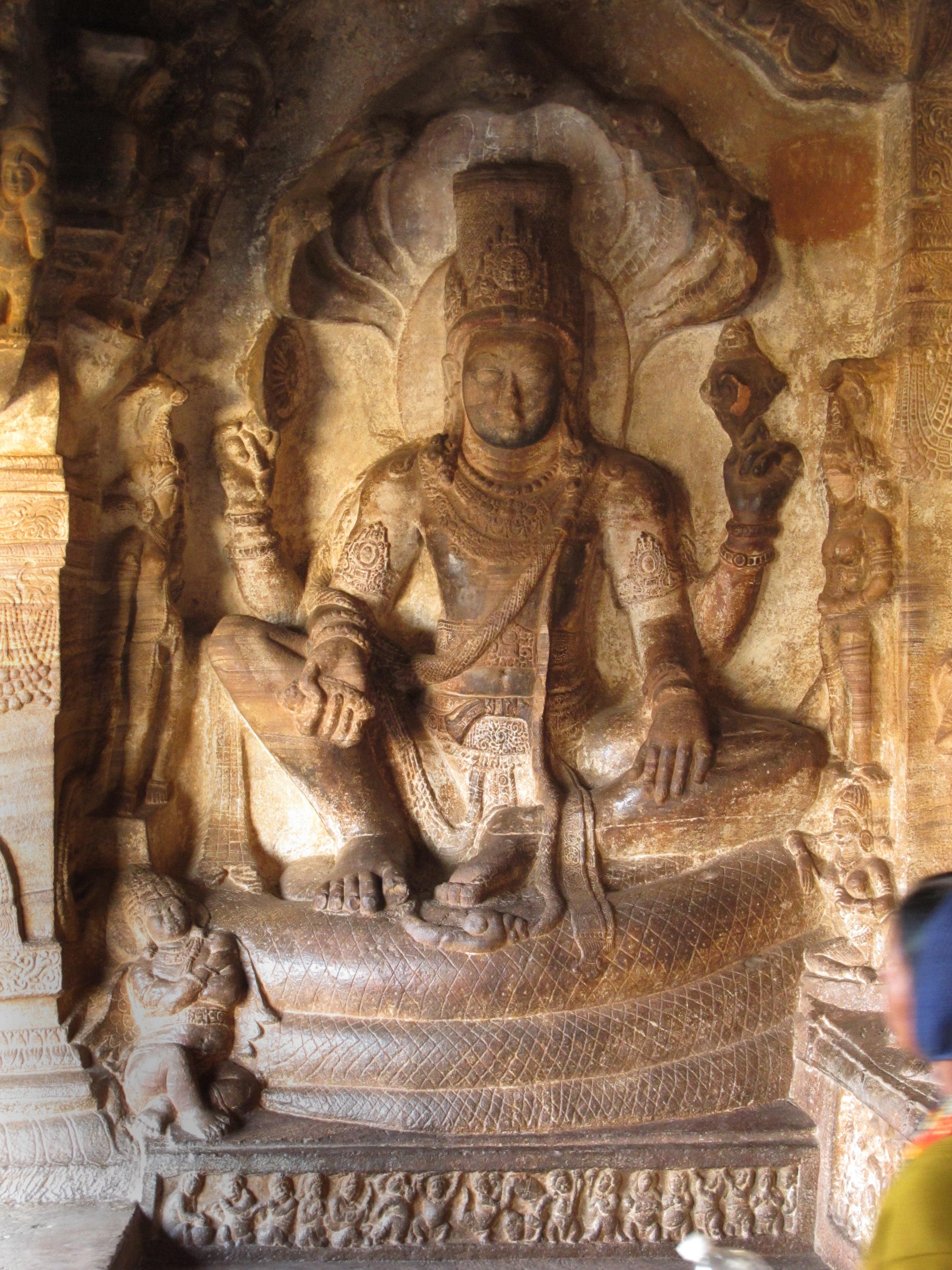
Vishnu assis sur Ananta, tourné vers l'Ouest (direction des eaux). Deuxième auvent. Sanctuaire excavé. Grotte 3, fin du VIe siècle.
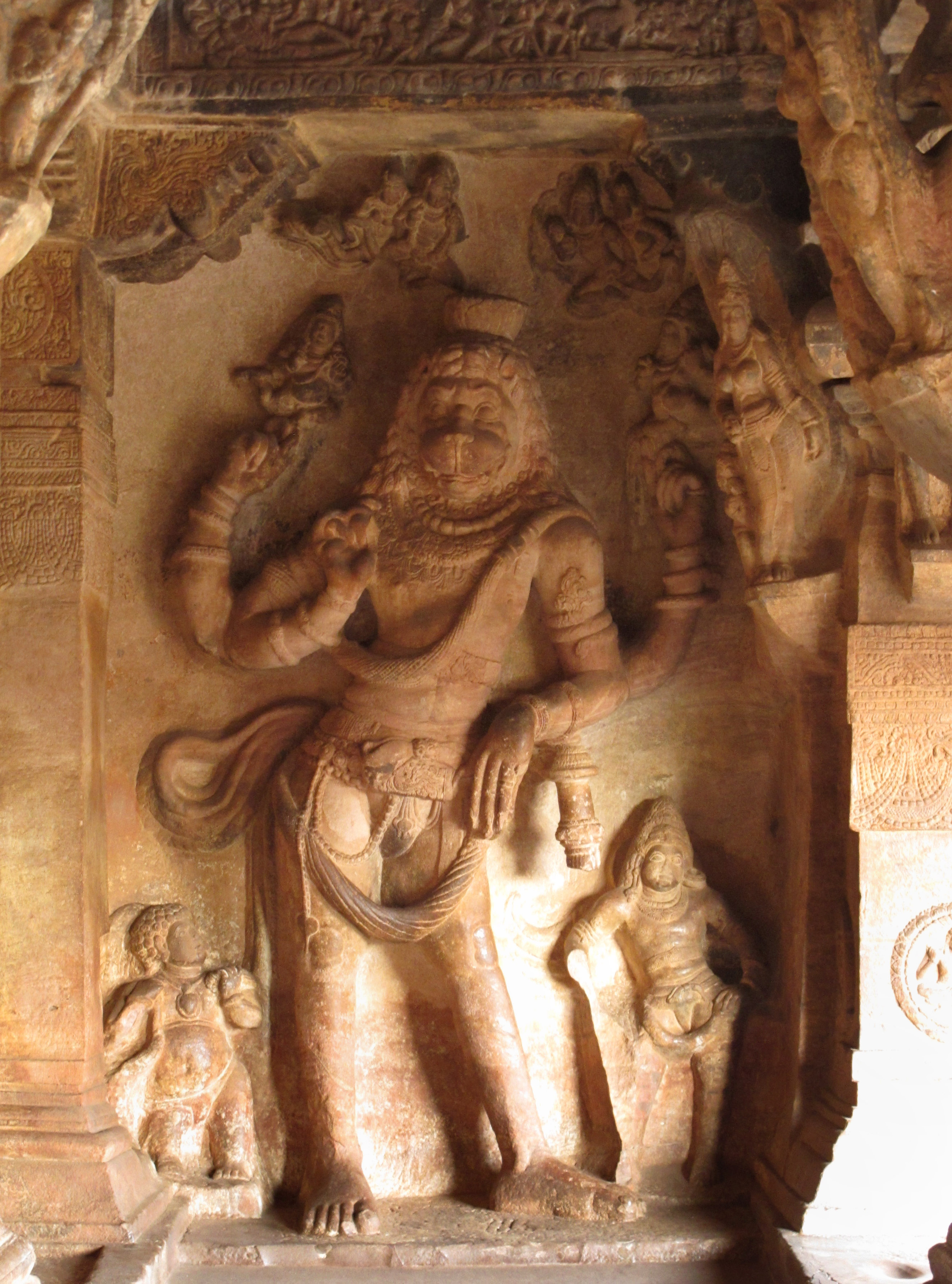
Narasimha, tourné vers l'Est (direction solaire, liée au feu). Deuxième auvent. Sanctuaire excavé. Grotte 3, fin VIe siècle.
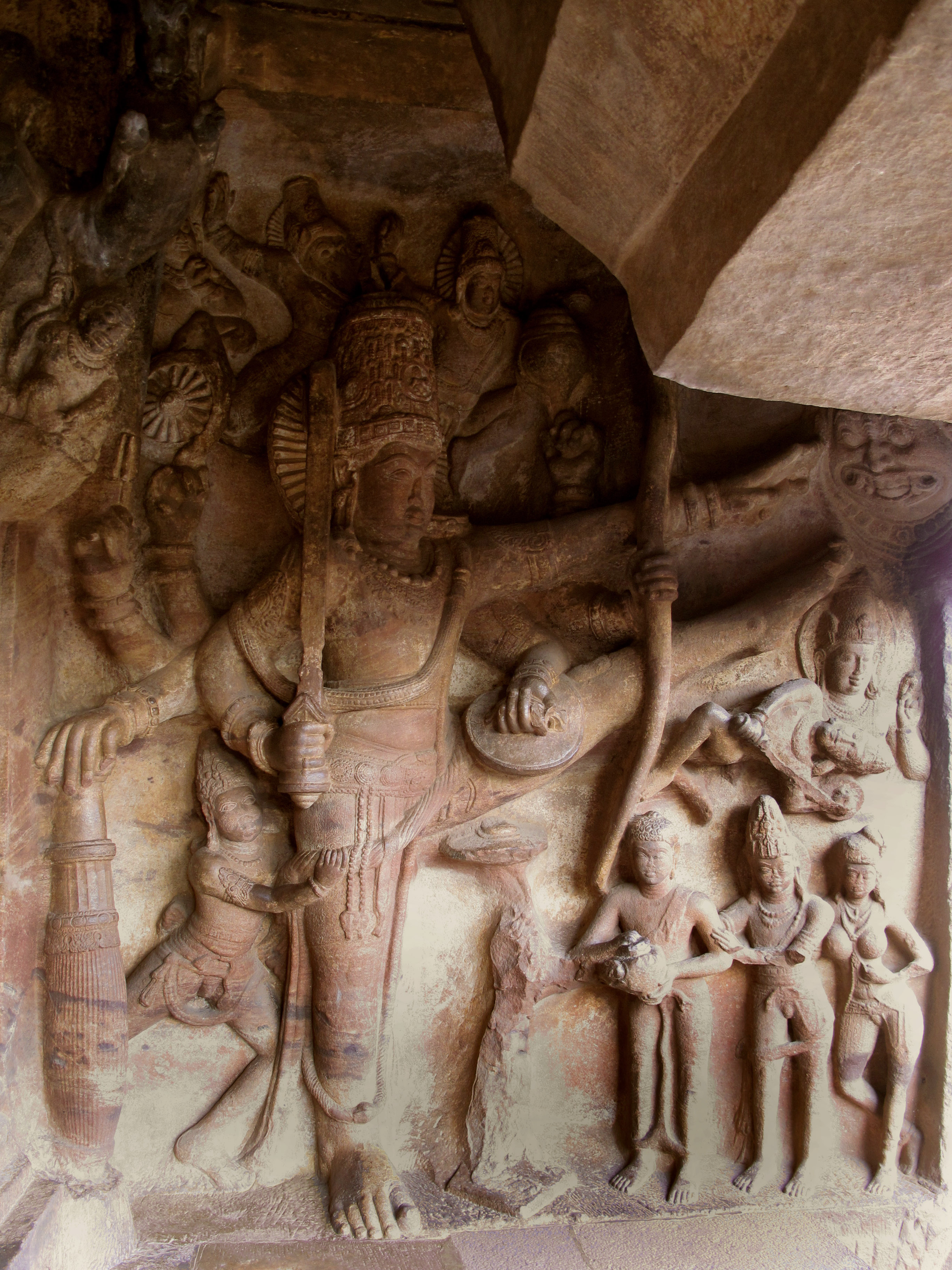
Trivikrama: les Trois Pas de Vishnu, en nain brahmane, relief tourné vers l'Est. Grotte 3, paroi occidentale de l'auvent. Grotte 3, fin VIe siècle.

### Grotte n°4
Sanctuaire excavé jaïna

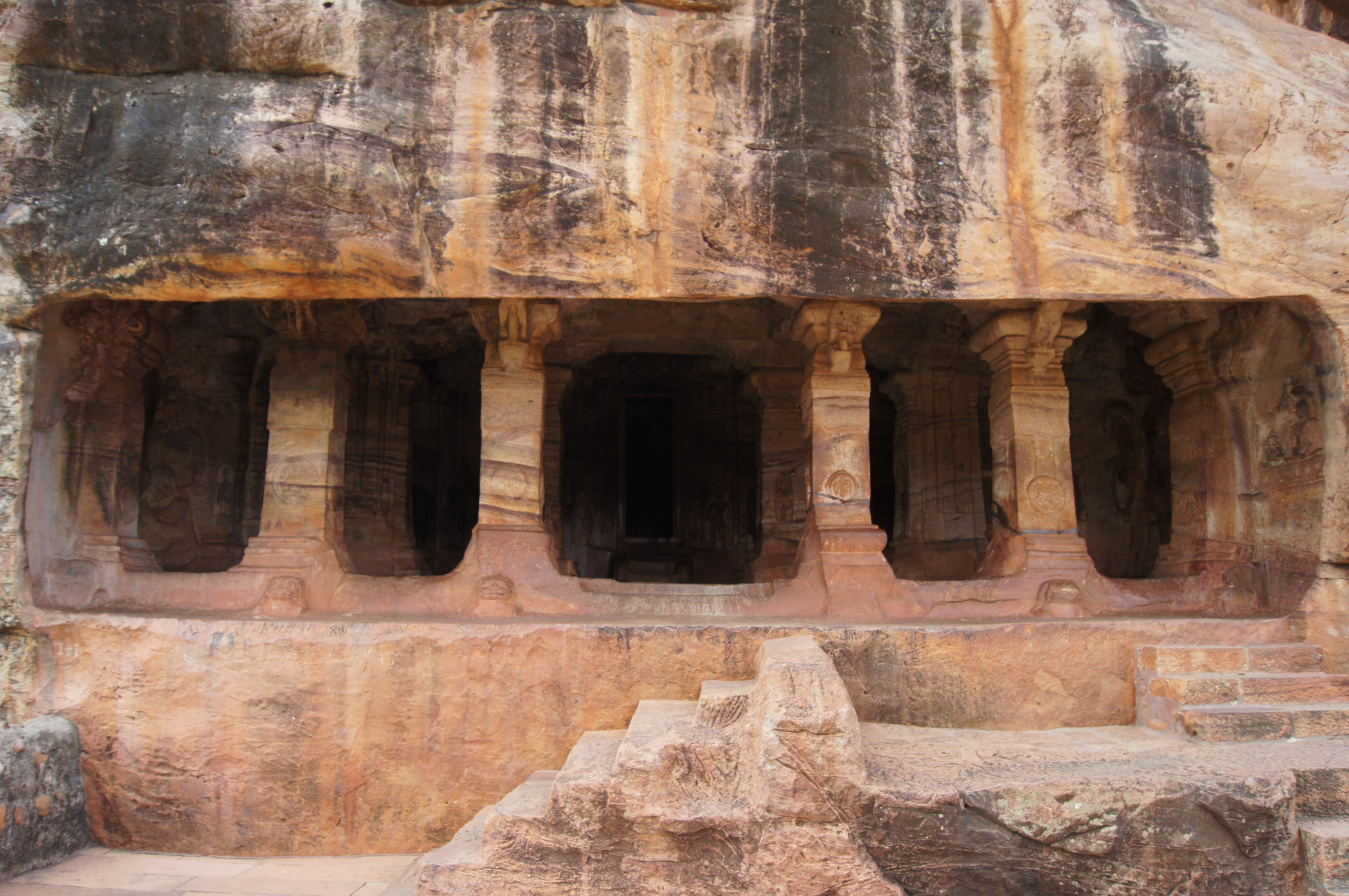
Le sanctuaire, vue de l'extérieur. Vers 650[12].
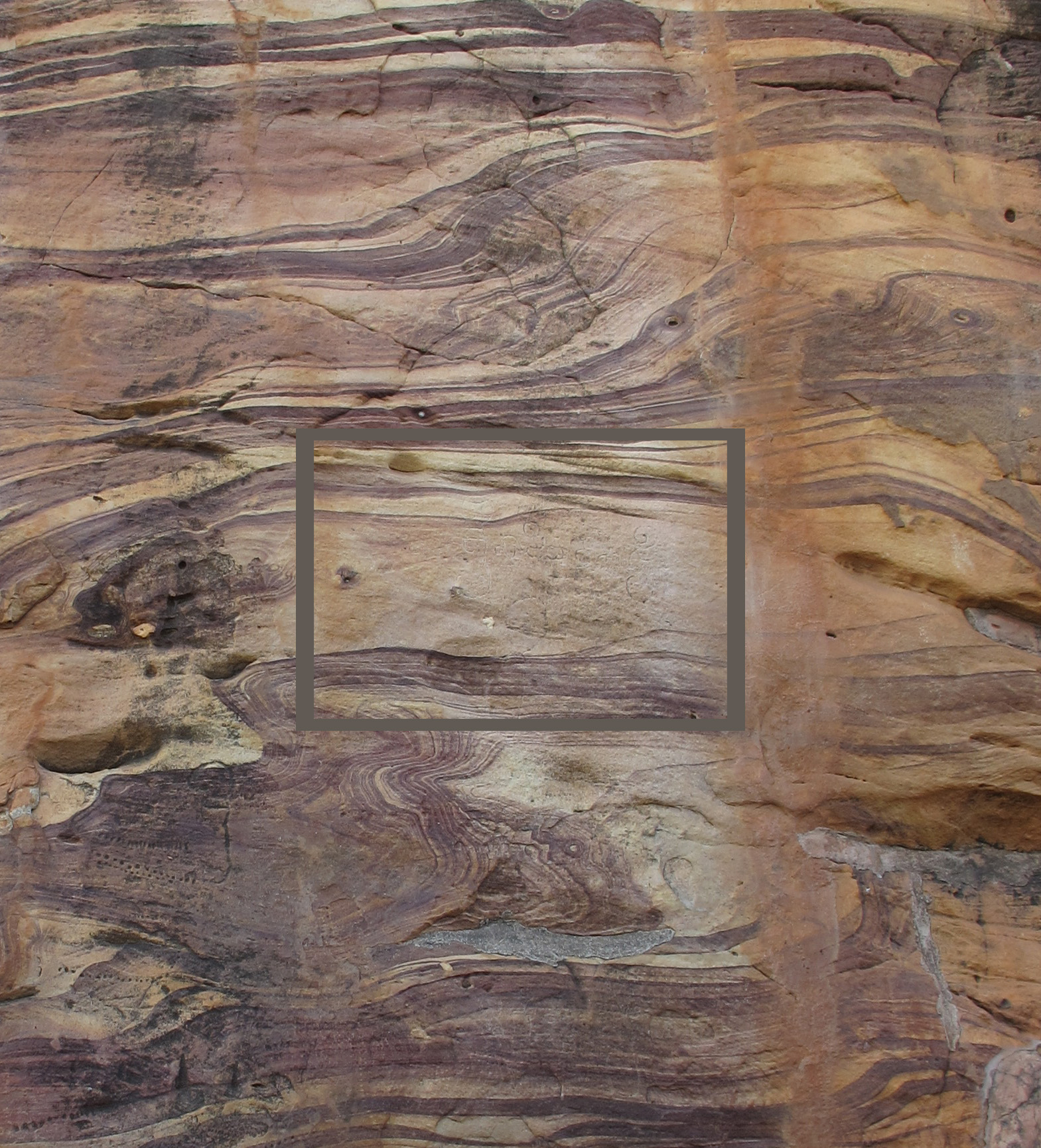
Un texte ancien encore visible (dans le cadre gris, peut être en Kannada ?) dans la roche jaspée, à proximité de la grotte 4.
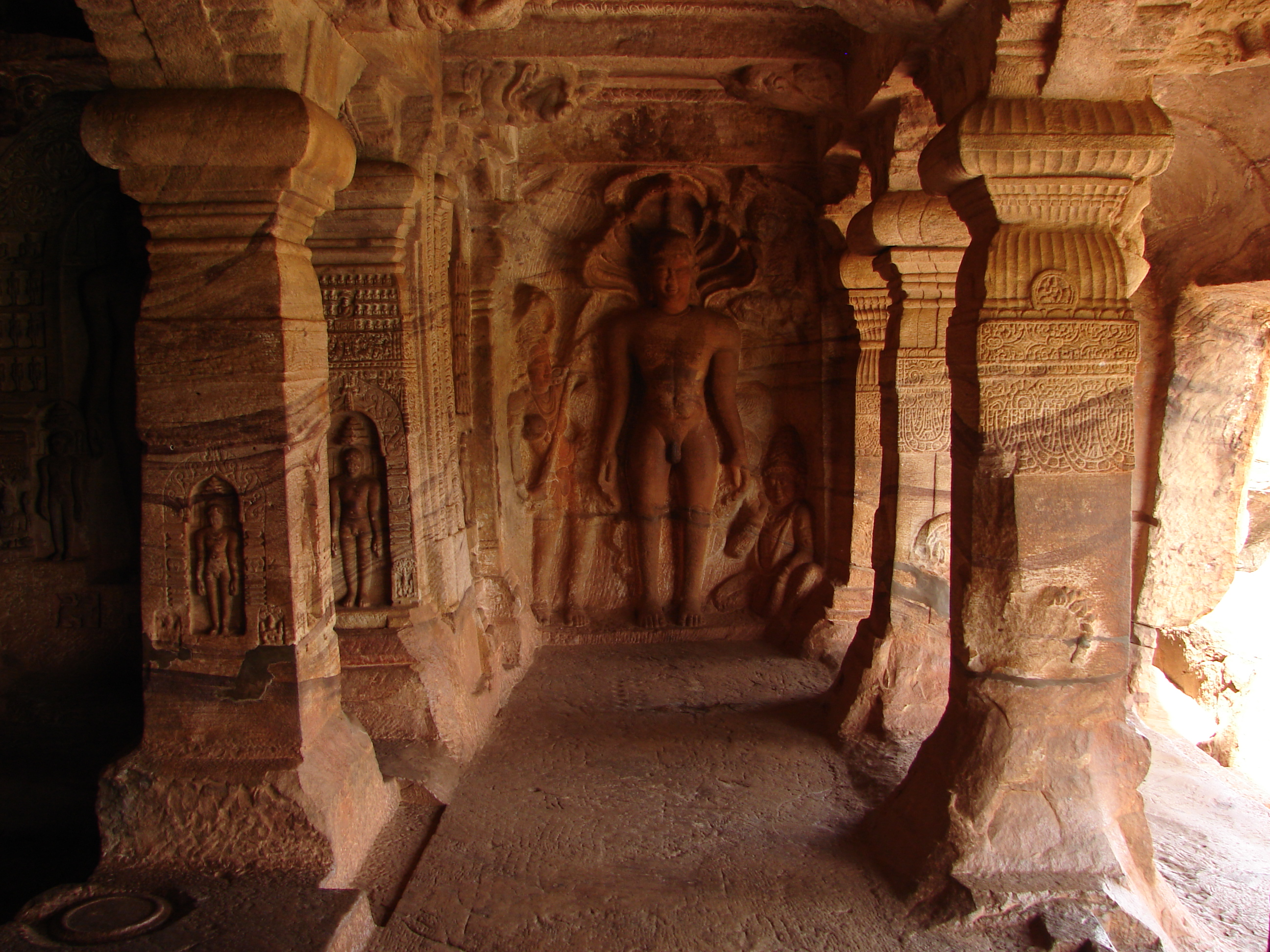
L'auvent, vue prise en direction de l'Ouest.
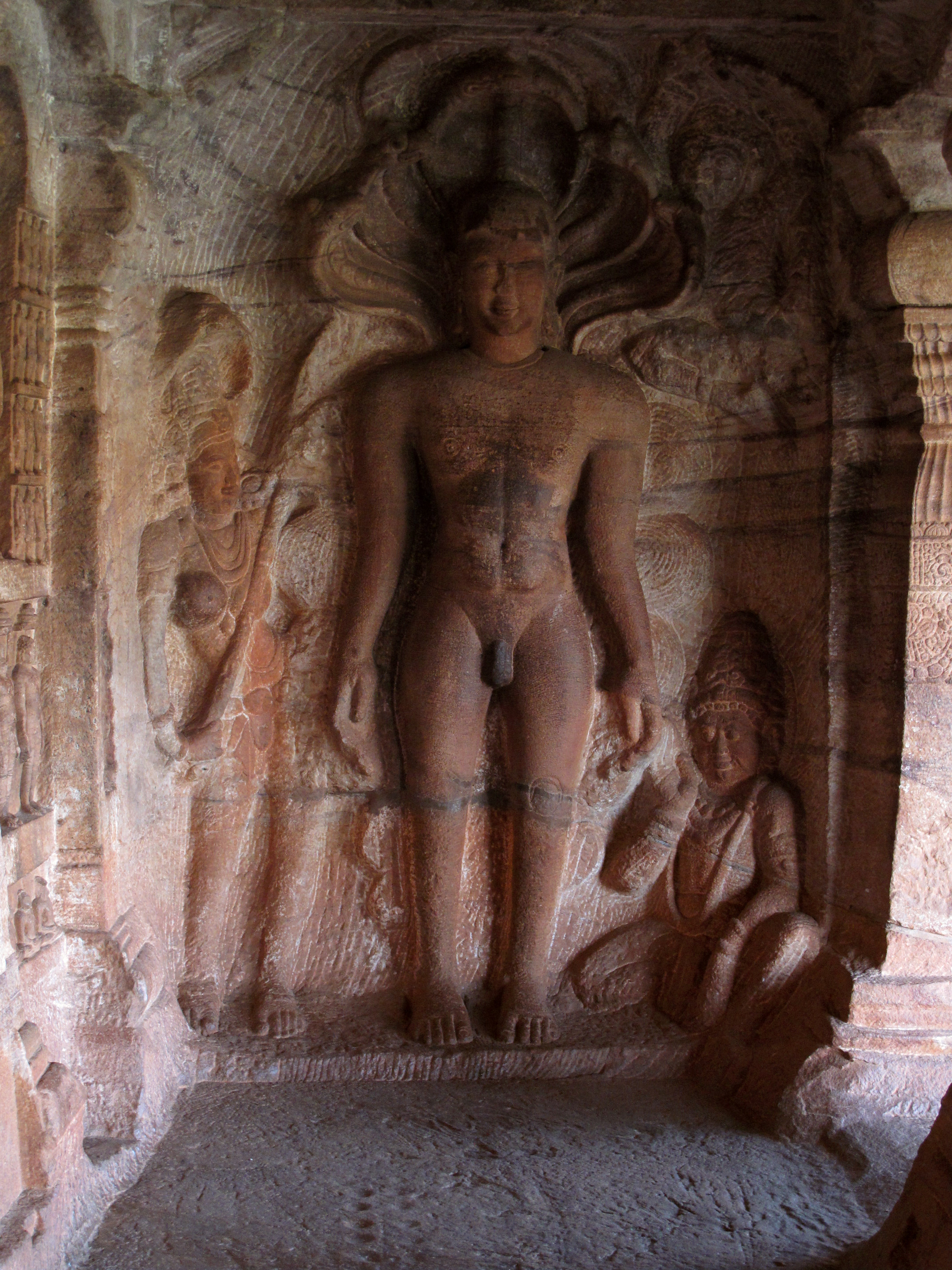
Le tîrthankara jaina Parshvanatha, tourné vers l'Est. Auvent.
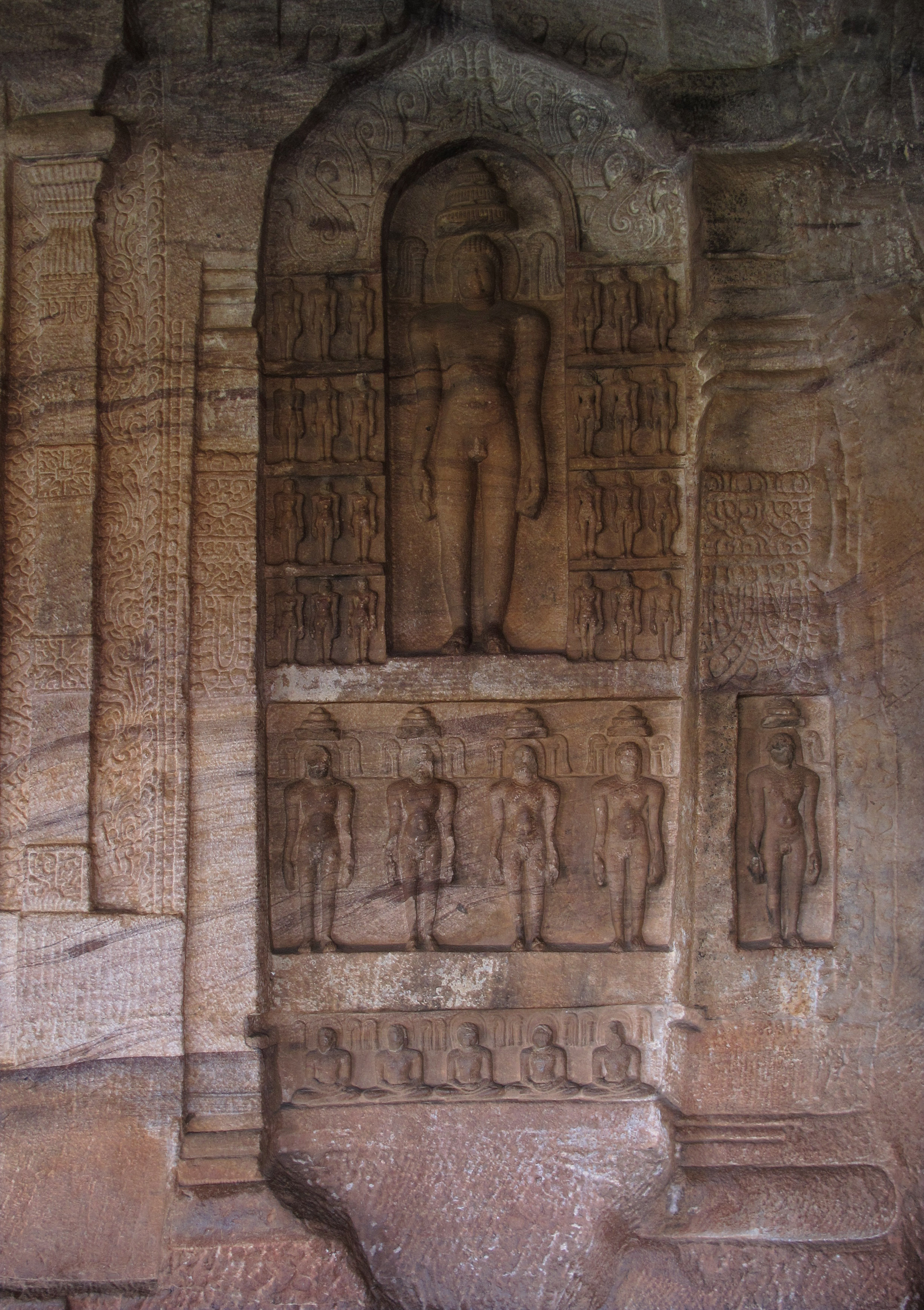
Le tîrthankara jaina Adinatha tourné vers l'Ouest. Auvent. Sanctuaire excavé, grotte 4. Badami.
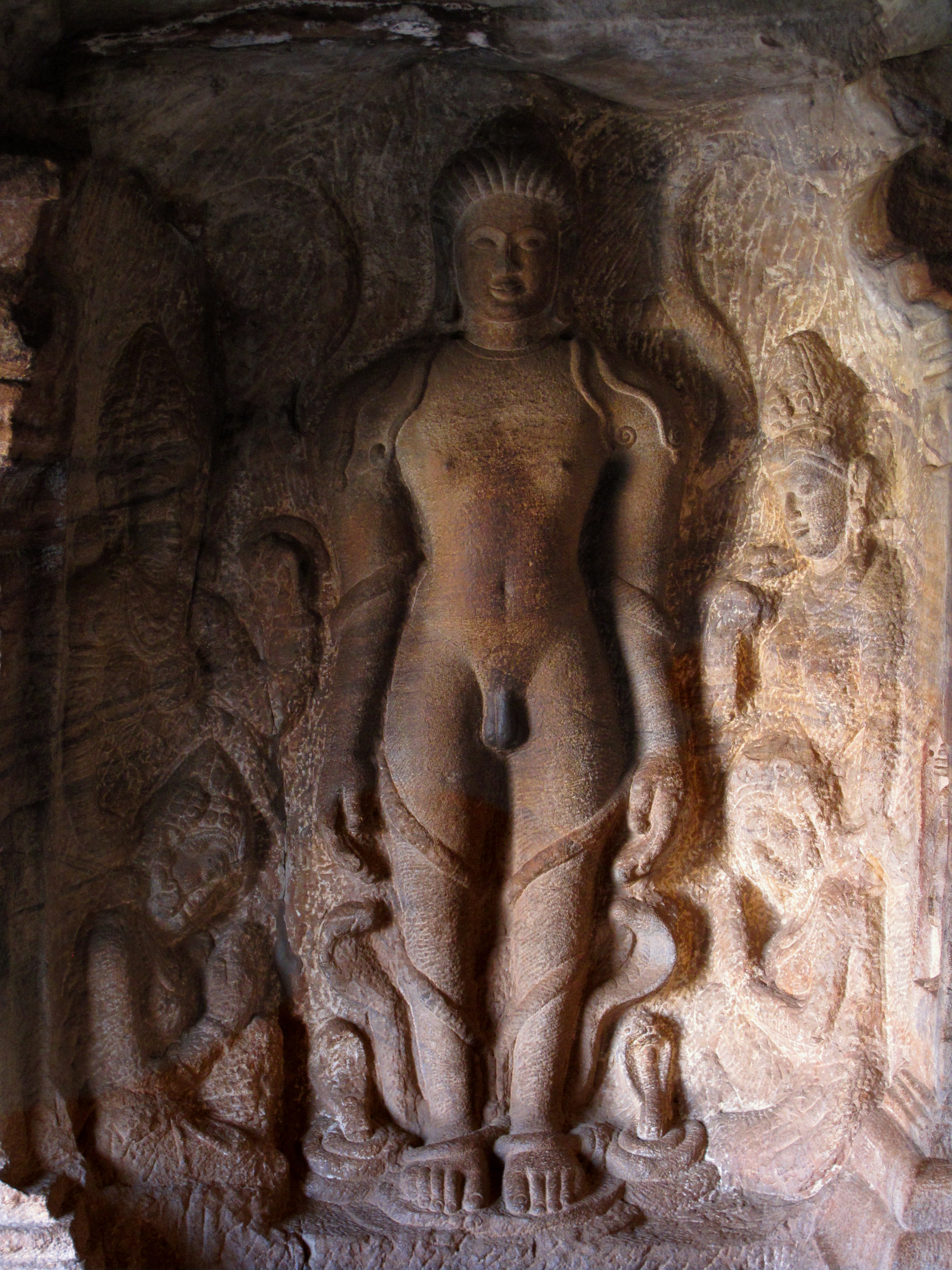
Le tîrthankara jaina Gomateshvara tourné vers l'Ouest. Auvent. Sanctuaire excavé, grotte 4. Badami.